# Poa stepparia
Poa stepparia är en gräsart som beskrevs av Elisa G. Nicora. Poa stepparia ingår i släktet gröen, och familjen gräs. Inga underarter finns listade i Catalogue of Life.